# مجموعه ورزشی سوون
مجموعه ورزشی سوون یک ورزشگاه فوتبال در کشور کره جنوبی است که در سال ۱۹۷۱ با ظرفیت ۱۱۸۰۸ نفر ساخته شده است.
این ورزشگاه میزبان بازی فینال سوپر جام آسیا ۲۰۰۱ بوده است.